# Budenz József

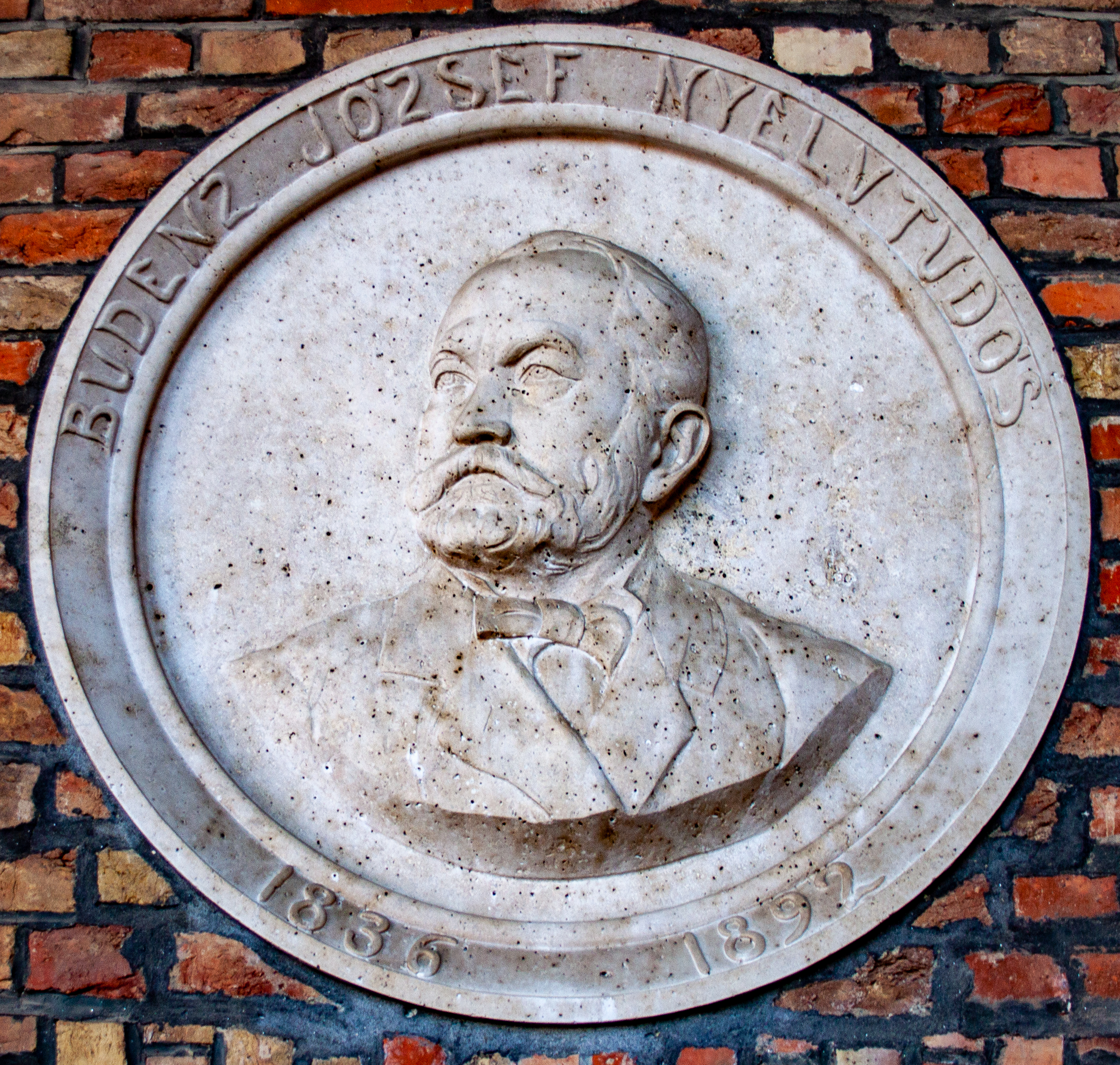
Emléktáblája a szegedi Pantheonban

Budenz József, születési nevén Josef Budenz (Rasdorf, Hesseni Választófejedelemség, 1836. június 13. – Budapest, 1892. április 15.) német származású magyar nyelvész, egyetemi tanár, a Magyar Tudományos Akadémia levelező (1861), majd rendes (1871) tagja.
Korának egyik legkiválóbb nyelvtudósa volt. Ő bizonyította be végérvényesen, hogy a magyar nyelv a finnugor nyelvek közé tartozik. Benkő Loránd szerint „a hazai nyelvtudomány korszaknyitó és korszakalkotó egyénisége”, Hajdú Péter szerint „a magyarországi finnugrisztika megalapozója” volt.

## Életútja
Egyetemi tanulmányait a Marburgi Fülöp Egyetemenen kezdte 1855-ben, majd egy évvel később a Göttingeni Egyetemen folytatta. Itt indogermanisztikát tanult, később az altajisztika felé fordult. Doktorátusát 1858-ban szerezte meg, és még ugyanebben az évben Magyarországra utazott, hogy megtanulja a magyar nyelvet.
1858 és 1860 között a székesfehérvári Ciszterci Rend Főgimnáziumábanban tanított német és ógörög nyelvet. 1861-ben Hunfalvy Pál közbenjárására a Magyar Tudományos Akadémia Könyvtárának segédkönyvtárosa lett. 1868-ban magántanári kinevezést kapott a Pesti Királyi Tudományegyetemen. 1872 és 1892 között az akkoriban felállított „ural-altáji”, azaz finnugor összehasonlító nyelvészeti tanszék tanáraként tevékenykedett, és ez idő alatt egy egész iskolát nevelt fel. 1878-tól Hunfalvytól átvette a Nyelvtudományi Közlemények szerkesztését.
Budenz 1892. április 15-én hunyt el szívroham következtében. Budapesten, a Kerepesi temetőben helyezték örök nyugalomra.

## Munkássága
Göttingenben, egyetemi évei alatt ismerkedett meg az ott tanuló Nagy Lajos teológussal és magyar diáktársaival. Puszta kíváncsiságból kezdte el tanulmányozni a magyar nyelv sajátosságait, és könyvekből fogott hozzá a magyar nyelv megtanulásához. Akkortájt jelentek meg Berlinben Wilhelm Schott, Bécsben pedig Anton Boller  tanulmányai, amelyek a magyart az ugor, török és mongol nyelvekkel hasonlították össze. Ezeket hatására Budenz elkezdett törökül is tanulni, és megérlelődött benne a szándék, hogy az urál-altaji nyelvcsalád tüzetes tanulmányozására adja magát. Elhatározta, hogy Magyarországon fog magyarul tanulni, és amikor erről Hunfalvy Pál a hazatérő Nagy Lajostól értesült, levélben meghívta Magyarországra. A huszonkét éves Budenz 1858 májusában érkezett Pestre. Debrecenben és Érmelléken nyaralva olyan hamar elsajátította a magyar nyelvet, hogy már ugyanazon év őszén néhány értekezését magyarul írta meg.
Kezdetben a magyar nyelvet leginkább a törökkel hasonlította össze, mivel Hunfalvyval együtt azt hitte, hogy ezzel van a legközelebbi rokonságban. Kutatásai során azonban meggyőződött arról, hogy a magyar és török közötti egyezések nagyobb része csak szavak átvételén alapszik, és voltaképpen a finnugor nyelvek (finn, lapp, manysi-vogul) a magyar legközelebbi rokonai. Az alapszókincsen kívül a nyelvtani rendszer hasonlóságai és a számos rendszeres hangmegfelelés is a finnugor eredetet igazolták. Miután egyértelművé vált a magyar nyelv finnugor eredete, Budenz József teljes erejét az ugor nyelvhasonlításra fordította. 1868-ban jelent meg a Magyar és finn–ugor nyelvekbeli szó-egyezések című munkája, melyben azokat a tőszavakat közölte, melyeknek megfelelései vannak a többi finnugor nyelvben. Az 1870-es években írta meg legnagyobb munkáját, a Magyar-ugor összehasonlító szótárt (1873–1881). Az Akadémiai Nagydíjjal kitüntetett mű a magyar szókincs legrégibb rétegét elemzi, összevetve a rokon nyelvek megfelelő szavaival. ehhez a nagyszabású munkához kapcsolódott később Az ugor nyelvek összehasonlító alaktana (1884) című munka, mely a nyelvtani alakok magyarázatát adta volna, de befejezetlen maradt. A hátrahagyott töredékeket tanítványa, Simonyi Zsigmond adta ki.
Vámbéry Ármin 1869-ben jelentette meg a Magyar és török–tatár szóegyezések című munkáját. Budenz keményen bírálta meg Vámbéry művét, ami elindította a tudományosság kereteit túlhaladó „ugor–török háborút”. Bár a nagyközönség eleinte inkább Vámbéryval szimpatizált, Budenz megnyerte a tudományos vitát és a közvélemény is elfogadta azt a tényt, hogy a magyar nyelv a finnugor nyelvek közé tartozik, a török hatás pedig másodlagos. Ennek hatására Vámbéry többé nem publikált nyelvészeti témájú könyveket az Akadémiánál, és korábbi barátságuk is véget ért.

„»Esőt adál, uram, de nincs köszönet benne« – mondhatnám e jelentésemet befejezvén én is, ha visszatekintek a szóhasonlítások nagy halmazára, melyet Vámbéry úr, nem nagy gonddal és lelkiismeretességgel összehányva, »magyar és török-tatár szóegyezések« czime alatt a magyar nyelvész közönségnek nyujtott, mint feleletét azon kérdésre: hogy mi és mennyi törökség van a magyar nyelvben? Hogy e feleletnek, úgy a mint ő azt adta, semmi hasznát nem vehetjük, azt a fentebbi birálati jelentésem, úgy hiszem, eléggé megmutatta.”

– Budenz József Vámbéry-kritikájának részlete

### Társasági tagságai és elismerései
Budenz Józsefet 1861-ben a Magyar Tudományos Akadémia levelező, 1871-ben rendes tagjává választották. Emellett levelező tagja volt a Császári Szentpétervári Tudományos Akadémiának, valamint tiszteleti tagjai sorába fogadta a helsinki Finn irodalmi Társaság, a dorpati Észt Tudós Társaság és a Párizsi Nyelvészeti Társaság.
Tudományos működésének 25. évfordulójára királyi tanácsosi címet kapott, kollégái a Hungária szálló nagytermében ünnepelték, s erre az alkalomra készült el a Budenz-album.

## Főbb művei
- Csuvas közlések és tanulmányok. H.n., é. n.
- Erdei- és hegyi-cseremisz szótár = Vocabularium čeremissicum utriusque dialecti, Pest : Eggenberger, 1866.
- Magyar-ugor összehasonlító szótár. Budapest : Tud. Akad., 1873–1881. XVIII, 885, [3], 98, [2] p.
- Jelentések : I. Az orientalistáknak Londonban 1874-ben tartott nemzetközi gyűléséről : II. A németországi philologok és tanférfiak 1874-ben Innsbruckban tartott gyűléséről. Budapest, 1875.
- Vélemény a magyar helyesírás javításáról / a M. Tud. Akadémia Nyelvtudományi Bizottsága elé terjesztették Budenz József és Szarvas Gábor (1832–1895). Budapest, MTA, 1876. 14 p. ill.
- Podhorszky Lajos magyar-sínai nyelvhasonlítása. Budapest, 1877.
- Finn nyelvtan olvasmányokkal és szótárral. Budapest : Knoll, 1880. [4], 205, [3] p. (Mikola Tibor gyűjtemény)
- Emlékbeszéd Schiefner Antal k. tag fölött. Budapest, 1880.
- Máté evangélioma moksa-mordvin nyelven / Tyumenyev A. fordításából bevezetéssel és szójegyzékkel közölt Budenz József. Budapest : MTA, 1881. 84 p. (Ser. Ugor füzetek : adalékok az ugor nyelvek ismeretéhez és összehasonlításához ; Klny. a Nyelvtudományi Közlemények 16. kötetéből.)
- Zürjén nyelvmutatványok, Szerk. Budenz József és Halász Ignác, Ugor füzetek 2., Budapest, MTA, 1883.
- Felelet : nyelvészeti észrevételek Vámbéry Ármin A magyarok eredete cz. munkájára, Ugor füzetek 6., Budapest, MTA, 1883.
- Egy kis viszhang Vámbéry Ármin úr válaszára vagyis "A magyarok eredete és a finn-ugor nyelvészet" cz. II. értekezésére. Budapest, MTA, 1886.
- Finn nyelvtan : hang- és szótan. 5. jav. kiad. Budapest : Hornyánszky Viktor kiadása, 1900. 69 p. (Ser. Finn-ugor Kézikönyvek 1. Nyelvtani vázlatok. Olvasmányok és szójegyzékek. Szerk. Szinnyei József (1857–1943))
- Finn nyelvtan : hang- és szótan. 6. jav. kiad. Budapest : Hornyánszky, 1905. 69 p. (Ser. Finnugor Kézikönyvek 1. szerk. Szinnyei József (1857–1943))

## Emlékezete

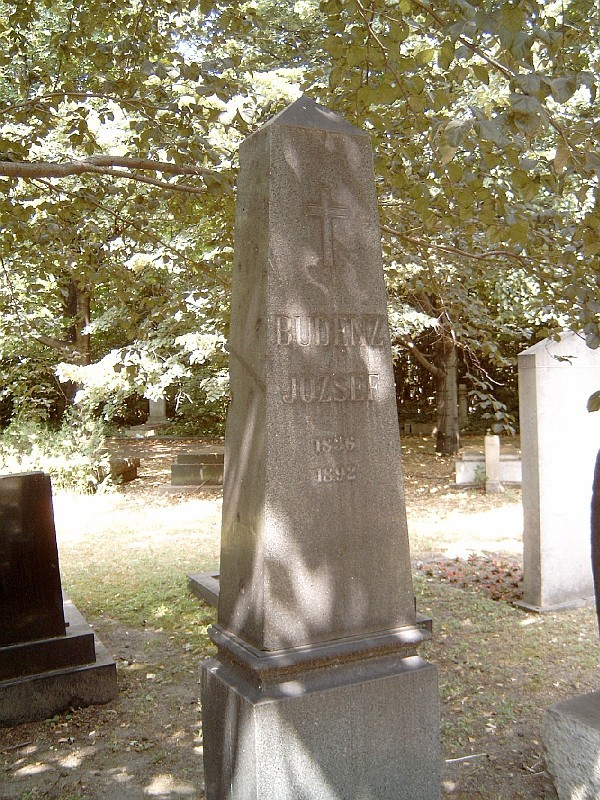
Budenz József sírja Budapesten. Kerepesi temető: 34/2-1-44.

A szegedi Nemzeti Pantheonban féldomborműves emléktábla őrzi Budenz József emlékét.
Születésének 150. évfordulóján, 1986-ban emlékülést rendeztek Budapesten. Az ülésen Mikko Korhonen finn nyelvész az alábbiakkal méltatta Budenz munkásságát: „Budenzet joggal nevezik az összehasonlító finnugor nyelvtudomány atyjának. Főművei, az első finnugor nyelveket egybevető szótár, illetve nyelvtan révén kiérdemelte ezt a címet.”
Székesfehérvárott ma is áll egykori háza, a Budenz-ház, amely a Szent István Király Múzeum egyik kiállítóhelyeként egy állandó kiállításnak, Ybl Ervin gyűjteményének ad otthont.
Még a nagyközönség szívében is megrezdültek azok a gondolatok, amelyekkel egyízben Gyulai Pál üdvözölte: „Megkísérlem őt új címen ünnepelni: mint magyar hazafit, mint azon magyar tudósok és írók egyikét, kik az elnyomatás napjaiban küzdöttek a nemzetért. Ő akkor szerette meg nyelvünket, mikor azt üldözték, akkor csatlakozott hozzánk, mikor ellenségeink, de még egyes honfitársaink sem igen hittek jövőnkben. Magyar hazafi lett, élő bizonyossága annak, hogy nem a közös eredet, nem a faj teszi a nemzetet, hanem a nyelv, az eszmék, érzések és törekvések közössége”.